# Orchonskrift

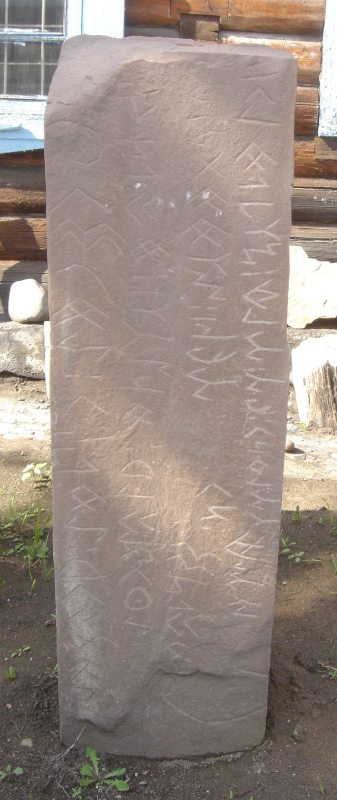
Sten med orchonskrift i Kyzyl.

Orchonskrift, eller orchonrunor, kallas den tidigast kända turkiska skriften. Under tidigt 700-tal ristades ett antal monument i Orchonflodens dalgång i nuvarande Mongoliet (se Orchoninskrifterna). Tecknen antas stamma från det sogdiska alfabetet. En variant av skriften användes senare i Uigurriket och utvecklades därifrån på 1100-talet till det mongoliska alfabetet. En variant kallad "Jenisej", efter floden med samma namn, är känd från 800-talets kirgiziska inskriptioner. Orchonskrift har troligen släktingar i Talas-dalen i Turkestan och eventuellt även i det ungerska runsystemet. 
Orchoninskrifterna upptäcktes av Nikolaj Jadrintsevs expedition 1889, publicerades av Vasilij Radlov och tolkades av den danske filologen Vilhelm Thomsen 1893. Inskriptionerna liknar de monument som lämnats av Tu-jue (突厥: pinyin: tú jué) i Kina under Tangdynastin.
Orchonskriften kallas ibland för orchonrunor på grund av sin likhet med germanska runor. Likheten beror antagligen på att båda systemen först använts på material som trä och sten. Orchontecken använder emellertid rundade former vilket är mycket ovanligt när det gäller germanska runor.

## Tecken
| Grupp                 | Grupp                 | Grupp                                  | Symboler | Symboler | Translitteration och transkription | Translitteration och transkription | Translitteration och transkription | Translitteration och transkription |
| --------------------- | --------------------- | -------------------------------------- | -------- | -------- | ---------------------------------- | ---------------------------------- | ---------------------------------- | ---------------------------------- |
| vokaler               | vokaler               | vokaler                                |          |          | A                                  | A                                  | /a/, /e/                           | /a/, /e/                           |
| vokaler               | vokaler               | vokaler                                |          |          | I                                  | I                                  | /ɯ/, /i/, /j/                      | /ɯ/, /i/, /j/                      |
| vokaler               | vokaler               | vokaler                                |          |          | O                                  | O                                  | /u/, /o/, /w/                      | /u/, /o/, /w/                      |
| vokaler               | vokaler               | vokaler                                |          |          | U                                  | U                                  | /ø/, /y/, /w/                      | /ø/, /y/, /w/                      |
| konsonanter           | harmoniserade         | med: (¹) — bakre, (²) — främre vokaler |          |          | B¹                                 | /b/                                | B²                                 | /b/                                |
| konsonanter           | harmoniserade         | med: (¹) — bakre, (²) — främre vokaler |          |          | D¹                                 | /d/                                | D²                                 | /d/                                |
| konsonanter           | harmoniserade         | med: (¹) — bakre, (²) — främre vokaler |          |          | G¹                                 | /g/                                | G²                                 | /g/                                |
| konsonanter           | harmoniserade         | med: (¹) — bakre, (²) — främre vokaler |          |          | L¹                                 | /l/                                | L²                                 | /l/                                |
| konsonanter           | harmoniserade         | med: (¹) — bakre, (²) — främre vokaler |          |          | N¹                                 | /n/                                | N²                                 | /n/                                |
| konsonanter           | harmoniserade         | med: (¹) — bakre, (²) — främre vokaler |          |          | R¹                                 | /r/                                | R²                                 | /r/                                |
| konsonanter           | harmoniserade         | med: (¹) — bakre, (²) — främre vokaler |          |          | S¹                                 | /s/                                | S²                                 | /s/                                |
| konsonanter           | harmoniserade         | med: (¹) — bakre, (²) — främre vokaler |          |          | T¹                                 | /t/                                | T²                                 | /t/                                |
| konsonanter           | harmoniserade         | med: (¹) — bakre, (²) — främre vokaler |          |          | Y¹                                 | /ʤ/                                | Y²                                 | /ʤ/                                |
| konsonanter           | harmoniserade         | endast (¹) — Q endast (²) — K          |          |          | Q                                  | /q/                                | K                                  | /k/                                |
| konsonanter           | harmoniserade         | med alla vokaler                       |          |          | -Ç                                 | -Ç                                 | /ʧ/                                | /ʧ/                                |
| konsonanter           | harmoniserade         | med alla vokaler                       |          |          | -M                                 | -M                                 | /m/                                | /m/                                |
| konsonanter           | harmoniserade         | med alla vokaler                       |          |          | -P                                 | -P                                 | /p/                                | /p/                                |
| konsonanter           | harmoniserade         | med alla vokaler                       |          |          | -Ş                                 | -Ş                                 | /ʃ/                                | /ʃ/                                |
| konsonanter           | harmoniserade         | med alla vokaler                       |          |          | -Z                                 | -Z                                 | /z/                                | /z/                                |
| konsonanter           | harmoniserade         | med alla vokaler                       |          |          | -NG                                | -NG                                | /ŋ/                                | /ŋ/                                |
| konsonanter           | kluster               | + vokal                                |          |          | IÇ, ÇI, Ç                          | IÇ, ÇI, Ç                          | /iʧ/, /ʧi/, /ʧ/                    | /iʧ/, /ʧi/, /ʧ/                    |
| konsonanter           | kluster               | + vokal                                |          |          | IQ, QI, Q                          | IQ, QI, Q                          | /ɯq/, /qɯ/, /q/                    | /ɯq/, /qɯ/, /q/                    |
| konsonanter           | kluster               | + vokal                                |          |          | OQ, UQ, QO, QU, Q                  | /oq/, /uq/, /qo/, /qu/, /q/        | ÖK, ÜK, KÖ, KÜ, K                  | /øk/, /yk/, /kø/, /ky/, /k/        |
| konsonanter           | kluster               | + konsonant                            |          |          | -NÇ                                | -NÇ                                | /nʧ/                               | /nʧ/                               |
| konsonanter           | kluster               | + konsonant                            |          |          | -NY                                | -NY                                | /nʤ/                               | /nʤ/                               |
| konsonanter           | kluster               | + konsonant                            |          |          | -LT                                | -LT                                | /lt/, /ld/                         | /lt/, /ld/                         |
| konsonanter           | kluster               | + konsonant                            |          |          | -NT                                | -NT                                | /nt/, /nd/                         | /nt/, /nd/                         |
| ordavgränsningstecken | ordavgränsningstecken | ordavgränsningstecken                  |          |          | inget                              | inget                              | inget                              | inget                              |
| (-) — endast ordslut  |                       |                                        |          |          |                                    |                                    |                                    |                                    |